# Rue de la Poterie-des-Arcis
La rue de la Poterie-des-Arcis est une ancienne voie de Paris qui était située dans l'ancien 7e arrondissement et qui a été absorbée par la rue du Renard en 1868.

## Origine du nom
Selon Jaillot, elle doit son nom aux potiers qui l'habitaient. Sauval prétend qu'elle doit sa dénomination à Guy et Guillaume Potier qui y possédaient l'un et l'autre une maison au XIIIe siècle.

## Situation
Située dans l'ancien 7e arrondissement, la rue de la Poterie-des-Arcis, d'une longueur de 96 mètres, quartier des Arcis, commençait aux 3-5, rue de la Tixéranderie et finissait aux 75-77, rue de la Verrerie. La rue du Renard la continuait.
Les numéros de la rue étaient noirs. Le dernier numéro impair était le no 13 et le dernier numéro pair était le no 26.

## Historique
Cette voie qui était construite en 1120 est connue, en 1172, sous le nom via Figularia, c'est-à-dire « rue des Potiers ». En 1228, on la trouve sous le nom de via Poteria.
Les archives de l'abbaye de Saint-Martin-des-Champs indiquent qu'elle apparait dans un acte de donation de 1272 sous le nom de « rue de la Poterie ».
Elle est citée dans Le Dit des rues de Paris, de Guillot de Paris, sous la forme « rue de la Poterie ».
Des comédiens de province obtinrent en 1600 la permission d'ouvrir un théâtre à l'Hôtel d'Argent, situé dans cette rue, du côté de la Grève.
Elle est citée sous le nom de « rue de la Poterie » dans un manuscrit de 1636 ou le procès-verbal de visite, en date du 22 avril 1636, indique : « que nous avons trouvé la plus grande partie salle et pleine d'immundices ». 

Une décision ministérielle du 8 prairial an VII (27 mai 1799) signée François de Neufchâteau fixe la largeur de cette voie publique à 7 mètres. Cette largeur est portée à 10 mètres, en vertu d'une ordonnance royale du 16 mai 1833.
En 1868, elle est absorbée par la rue du Renard.